# 小蘇爾河
47°48′44″N 12°55′49″E / 47.81219°N 12.93031°E
小蘇爾河（德語：Kleine Sur），是德國的河流，位於該國東南部，由巴伐利亞負責管轄，屬於蘇爾河的支流，河道全長10.3公里，發源自泰森多夫，河口處在艾恩靈。